# Phylidorea alexanderi
Phylidorea alexanderi är en tvåvingeart som först beskrevs av Jaroslav Stary 1974.  Phylidorea alexanderi ingår i släktet Phylidorea och familjen småharkrankar.
Artens utbredningsområde är Bulgarien. Inga underarter finns listade i Catalogue of Life.